# 楔齿巨蜥属
楔齿巨蜥属（学名：Sphenotitan）是在阿根廷西北部的晚三叠世Quebrada del Barro地层中发现的一属已灭绝基干喙头目爬行动物。它于2013年由RicardoN.Martínez、Cecilia Apaldetti、Carina E.Colombi、Angel Praderio、Eliana Fernandez、Paula Santi Malnis、Gustavo A.Correa、Diego Abelin和Oscar Alcober首次描述和命名，模式种为Sphenotitan leyesi。

## 生活方式
根据化石标本中的牙列分析，楔齿巨蜥属被认为是草食动物。